# Borislava Saykova
Borislava Saykova, född 14 juli 2000, är en volleybollspelare (center).
Hon spelade med Bulgarien vid EM 2021, VM 2022 och EM 2023. På klubbnivå har hon spelat för FC Argeș Pitești (2022-), CSKA Sofia (2021-2022), CSU Belor Galaţi (2019-2021), och CSKA Sofia (2016-2019).